# Johannes Saxonius
Johannes Saxonius (auch: Johann Saxe, Sachse, Holstenius; * 9. September 1508 in Hattstedt; † 10. März 1561 in Hamburg) war ein deutscher Humanist des 16. Jahrhunderts.

## Leben
Saxonius besuchte die angesehene Husumer Gelehrtenschule und studierte ab dem Wintersemester 1525 an der Universität Wittenberg Jura, Philosophie und Geschichte. Nachdem er am 31. Januar 1531 den akademischen Grad eines Magisters erlangt hatte, wurde er am 6. April 1531 in den Senat der philosophischen Fakultät aufgenommen und promovierte zum Doktor der Rechtswissenschaften.
Nachdem er mehrere Jahre Hausgenosse Martin Luthers gewesen war, wurde er in Wittenberg Professor der Rhetorik und 1535 wie auch 1539 war er Dekan der Philosophischen Fakultät. Zudem war er als Hofmeister auswärtiger Studenten tätig, die in Luthers Haus lebten, darunter Heinrich Rantzau, der wie schon sein Vater Johann Rantzau zu einer der einflussreichsten Persönlichkeiten Schleswig-Holsteins seiner Zeit wurde, und dessen Cousin Daniel Rantzau. Gleichzeitig setzte er seine Studien in der Rechtswissenschaft fort. 
Während der Schließung der Wittenberger Universität 1540 reiste er zum Studium nach Bologna. Nach seiner Rückkehr erhielt er den Lehrstuhl für Rhetorik und war Rektor der Universität. Nach Luthers Tod verließ er 1546 Wittenberg und lehrte eine Zeitlang als Professor der Rechte an die Universität Erfurt. Bereits im folgenden Jahr immatrikulierte er sich in Frankfurt an der Oder, reiste dann aber schon 1548 nach Pavia, wo er zum Doktor beider Rechte promoviert wurde. Zurück in der Heimat wurde Saxonius, obwohl lutherischen Glaubens, 1550 Domherr am damals noch katholischen Dom in Hamburg, was er bis an sein Lebensende blieb. 1555 wurde er zudem Kanzler im Herzogtum Schleswig-Holstein-Gottorf.

## Werke
Für eine komplette Übersicht siehe das Verzeichnis der im deutschen Sprachbereich erschienenen Drucke des 16. Jahrhunderts (VD 16).
- Duae orationes, prior de vita Rudolfi Agricolae, posterior de D. Augustino. 1539.
- Comment. in Ciceronis orationem pro Ligario. 1542.
- Comment. in Ciceronis orationem pro Rosico Amerino. 1545 und 1553.
- Comment. in T. Livii historiarum libr. 21 et 22. 1547 und 1555.
- Assertio de glossis Accursianis, et Bartoli consimiliumque doctorum commentarijs absque eis ius civile , quale hodie est in usu, intellige rectè exercerique non posse. 1548.